# Padniewko (gromada)
Padniewko (od 31 XII 1959 Mogilno) – dawna gromada, czyli najmniejsza jednostka podziału terytorialnego Polskiej Rzeczypospolitej Ludowej w latach 1954–1972.
Gromady, z gromadzkimi radami narodowymi (GRN) jako organami władzy najniższego stopnia na wsi, funkcjonowały od reformy reorganizującej administrację wiejską przeprowadzonej jesienią 1954 do momentu ich zniesienia z dniem 1 stycznia 1973, tym samym wypierając organizację gminną w latach 1954–1972.
Gromadę Padniewko z siedzibą GRN w Padniewku utworzono – jako jedną z 8759 gromad na obszarze Polski – w powiecie mogileńskim w woj. bydgoskim, na mocy uchwały nr 24/9 WRN w Bydgoszczy z dnia 5 października 1954. W skład jednostki weszły obszary dotychczasowych gromad Padniewko, Padniewo, Szerzawy i Wyrobki Mogileńskie ze zniesionej gminy Mogilno-Zachód w tymże powiecie. Dla gromady ustalono 18 członków gromadzkiej rady narodowej.
31 grudnia 1959 z gromady Padniewko wyłączono wieś Kopczyn, włączając ją do gromady Józefowo w tymże powiecie, po czym gromadę Padniewko zniesiono przez przeniesienie siedziby GRN z Padniewka do Mogilna i zmianę nazwy jednostki na gromada Mogilno.